# Ballad of Cleo and Joe
Ballad of Cleo and Joe è un singolo della cantante statunitense Cyndi Lauper, pubblicato nel 1997 ed estratto dal suo quinto album in studio Sisters of Avalon.

## Tracce
- CD (USA)

1. Ballad of Cleo and Joe (Soul Solution Radio Edit) – 3:54
2. Ballad of Cleo and Joe (Soul Solution Vocal Dub) – 8:46
3. Ballad of Cleo and Joe (Soul Solution Tribal Dub) – 3:35
4. Ballad of Cleo and Joe (Soul Solution Instrumental) – 8:51
5. Ballad of Cleo and Joe – 3:59